# Jan Jeuring
Jan Jeuring (* 27. listopadu 1947, Enschede) je bývalý nizozemský fotbalista, útočník. Byl nejlepším střelcem Poháru UEFA 1972/73 s 12 góly v 10 utkáních.

## Fotbalová kariéra
Začínal v SC Enschede. V nizozemské lize hrál za FC Twente. Nastoupil ve 326 ligových utkáních a dal 101 gólů. V roce 1977 s FC Twente vyhrál Nizozemský fotbalový pohár. V Poháru UEFA nastoupil ve 32 utkáních a dal 19 gólů. Za nizozemskou reprezentaci nastoupil v letech 1971–1973 ve 2 utkáních.

## Ligová bilance
| Ročník                    | Zápasy | Góly | Klub      |
| ------------------------- | ------ | ---- | --------- |
| Eredivisie 1966/67        | 32     | 10   | FC Twente |
| Eredivisie 1967/68        | 32     | 8    | FC Twente |
| Eredivisie 1968/69        | 34     | 4    | FC Twente |
| Eredivisie 1969/70        | 32     | 13   | FC Twente |
| Eredivisie 1970/71        | 34     | 17   | FC Twente |
| Eredivisie 1971/72        | 31     | 3    | FC Twente |
| Eredivisie 1972/73        | 34     | 13   | FC Twente |
| Eredivisie 1973/74        | 20     | 2    | FC Twente |
| Eredivisie 1974/75        | 26     | 7    | FC Twente |
| Eredivisie 1975/76        | 29     | 20   | FC Twente |
| Eredivisie 1976/77        | 20     | 4    | FC Twente |
| CELKEM 1. nizozemská liga | 326    | 101  |           |